# スワースモア大学
スワスモア大学（英語: Swarthmore College）は、ペンシルベニア州スワスモア（フィラデルフィア都市圏内）に本部を置くアメリカ合衆国の私立大学。1864年創立、1864年大学設置。

## 概要
アイビー・リーグレベルの教育を少人数で提供している、2023年度における合格率は8%と全米屈指の知的水準を誇る最難関校。リベラル・アーツ・カレッジ群リトル・アイヴィーの一校。一学年350人程度の少数精鋭教育でありながら、これまで計6名のノーベル賞受賞者を輩出するなど、その学問水準の高さには全米的に定評がある。理工系に特化した大学をのぞけば、卒業生の博士号取得率は全米1位（理工系も含めればカリフォルニア工科大学、ハーヴィー・マッド大学の2校に次いで全米3位）（2006年度）。
様々な大学ランキングでも常に上位を占めてきている。
- AcademicInfluenceによるランキング（注） リベラル〜アーツカレッジ　全米1位（2021年）
- 総合大学との混合ランキング　全米11位（2021年）
- プリンストンレビュー"Best Value" private college　全米1位（2009, 2010 and 2011年度）[2]
- フォーブス誌大学ランキング　総合部門　全米3位（2014年度） [3]
- ベストカレッジランキング　総合部門　全米3位（2012年度)[4]
- USNEWSランキング　リベラルアーツカレッジ部門 全米4位 （2023年度)

（注）ビッグデータを用いたAI分析をもとに、教授人と卒業生の影響力を測ったランキング
日本との関係は深く、学術協定を結ぶ東京大学と交換留学制度がある。また日本の外務省は、英語を研修語とする新人外交官を派遣している。

## 主な卒業生
主要記事：w:List of Swarthmore College people
- ハワード・マーティン・テミン (遺伝学者・ノーベル生理学・医学賞受賞)
- ジョン・C・マザー（天体物理学者, ノーベル物理学賞受賞）
- デビッド・ボルティモア（分子生物学者、1975年ノーベル生理学・医学賞受賞、カリフォルニア工科大学学長）
- エドワード・プレスコット (経済学者、ノーベル経済学賞受賞)
- クリスチャン・アンフィンセン (生化学者、1972年ノーベル化学賞受賞)
- サンドラ・ファバー（宇宙飛行士、カリフォルニア大学教授）
- ロバート・パットナム (政治学者、ソーシャルキャピタルの概念の提唱者)
- クリストファー・エドリーJr（カリフォルニア大学バークレー校ロースクール学長）
- サンドラ・フェイバー（天文学者）
- シャーロット・ムーア＝シタリー (天文学者)
- サンドラ・フェイバー (天文物理学者)
- H.C.ロビンス・ランドン (音楽学者)
- デイヴィド・ルイス（哲学者）
- アラン・ギバード (哲学者)
- ルーディ・ラッカー (小説家、哲学者ヘーゲルの曾々々孫)
- ジョン・ホップフィールド (科学者、2024年ノーベル物理学賞受賞)
- テッド・ネルソン (電子工学のパイオニア)
- ヘレン・ホワイト (米国で博士号を取得した初めての女性)
- ジョナサン・フランゼン (電子工学のパイオニア)
- フィービ・スネツィンジャー（アマチュア鳥類学者）

- マイケル・デュカキス（政治家、米国大統領候補）
- ロバート・ゼーリック（世界銀行総裁）
- カール・レビン（政治家、米国上院議員）
- クリス・ヴァンホレン（政治家、米国下院議員）
- パトリック・アウワ (ガーナ、アシェヒ大学創立者)
- ジェローム・コールバーグJr (プライベートエクイティーファンド、コールバーグ・クラビス・ロバーツ創立者)
- クリスティーナ・フィゲレス (気候変動枠組条約（UNFCCC）事務局長)

主な日本人卒業生
- 伊藤恵子（作家、初代伊藤忠兵衛の玄孫）
- 佐々江賢一郎 (外交官、駐米大使、外務事務次官)
- 岡本行夫 (外交官、外交評論家、外交顧問、首相補佐官、内閣官房参与)
- 草賀純男（外交官、駐オーストラリア大使、儀典長）
- 渡邉允 (外交官、侍従長、式部官長、儀典長)
- 河相周夫 (外交官、侍従長、式部官長、外務事務次官、内閣官房副長官補)
- 佐野利男 (外交官、駐デンマーク大使、軍縮会議代表部大使)
- 山田中正 (外交官、駐インド大使、国連国際法委員会委員）
- 宇山智哉（世界貿易機関事務局長上級補佐官）
- 高木信二 (大阪大学経済学部教授)
- 会田卓司 (クレディ・アグリコル証券　チーフエコノミスト)
- 御手洗剛（スタンフォード大学医学部救急科教授）